# Malaltia de Behçet
La malaltia de Behçet (MB), també anomenada síndrome de Behçet, síndrome uveoencefalítica o síndrome d'Adamantiades-Behçet, (pronunciat /bɛˈtʃɛt/) és una malaltia autoimmunitària que produeix una vasculitis arteriovenosa sistèmica de petits i grans vasos que pot provocar úlceres i altres lesions a diverses estructures i regions corporals.
La MB no afecta a tots els individus de la mateixa manera i no és inusual que la seva simptomatologia aparegui, desaparegui i torni a aparèixer repetidament. La sensació d'esgotament constant i els maldecaps primaris són afeccions molt freqüents en els malalts amb MB.

## Història
La va descobrir el dermatòleg turc Dr. Hulusi Behçet l'any 1937, qui publicà les seves observacions a la revista alemanya Dermatologische Wochenschrift. Uns anys abans, l'oftalmòleg grec Benediktos Adamantiades descrigué la malaltia, posant l'accent en els aspectes oculars del trastorn, però sense advertir clarament la seva naturalesa sindròmica.
Entre 1938 i 1940, Behçet va escriure diversos articles en francès, anglès i alemany sobre les manifestacions més evidents de la malaltia (úlceres orogenitals, afectació inflamatòria ocular i lesions cutànies), atribuint-li un possible origen víric i anomenant-la 'complex simptomàtic triple'.
El 1941 s'establí la prova de patèrgia com a mètode diagnòstic.
Durant el Congrés Internacional de Dermatologia celebrat a Suïssa l'any 1947 fou adoptat formalment el terme Morbus Behçet per a denominar la condició.
El Congrés Internacional per l'Estudi de la MB de 1990 va consensuar un panell de criteris diagnòstics basat en l'avaluació dels seus trets característics majors i menors.
La primera referència escrita sobre aquest trastorn es troba a les obres d'Hipòcrates.

## Epidemiologia
Afecta sobretot a adults joves d'entre 30 i 40 anys i és més freqüent al Japó. Té una alta prevalença a Turquia (80-370 casos per 100.000 habitants) i també a Corea del Nord i del Sud, la Xina, Iran i Aràbia Saudita. D'est a oest, és present sobretot a les principals regions de l'antiga Ruta de la Seda, encara que algunes manifestacions pròpies de la malaltia apareixen predominantment fora d'aquesta zona geogràfica. S'ha vist que la MB està relacionada amb els antígens d'histocompatibilitat HLA-DR5, HLA-A24, HLA-Bw51, HLA-A26 i sobretot HLA-B51. També se sap que determinades alteracions en els gens que codifiquen les citocines s'associen amb una major susceptibilitat de sofrir la malaltia i que diversos elements infecciosos o ambientals poden desencadenar-la, però la seva etiopatogènesi encara és desconeguda. A l'Estat espanyol la seva prevalença és de 5 a 10 casos per 100.000 habitants.

## Signes i símptomes
La malaltia es caracteritza per l'aparició de:
- Aftes recidivants de la mucosa oral, doloroses, generalment localitzades a la part posterior de la boca[25] i més nombroses que les aftes habituals, que es curen, d'ordinari, sense deixar cicatriu (95-100 per cent dels pacients). També, amb menys freqüència, surten als llavis, nas,[26] conducte auditiu intern,[27] llengua, genives i orofaringe. Acostumen a ser la primera manifestació de la infermetat i poden fàcilment precedir la resta de símptomes entre 1-3 anys.[28] Existeixen tres tipus d'aftes en la MB: menors, majors i herpetiformes. Poden presentar-se simultàniament. Les aftes menors són les més comunes (85-99%), tenen un diàmetre <1 cm i per regla general apareixen unes 5. Ocasionen un dolor moderat i es curen en uns 4-14 dies. Les aftes majors són més doloroses, més profundes, triguen més temps (10-40 dies) en millorar i el seu diàmetre oscil·la entre 1-3 cm. Les aftes herpetiformes són rares. Estan formades per un conjunt de centenars d'úlceres mil·limètriques molt doloroses que ocasionalment originen cicatrius. A diferència de les altres aftes poden sorgir a la mucosa no queratinizada.[29]
- Úlceres recidivants a la mucosa genital (80%), doloroses, a vegades molt grosses i que, un cop curades, deixen cicatriu.[30] Adesiara, apareixen dins de la vagina i cursen sense dolor.[31] En un 3 per cent de MBs, sobretot infantils, es desenvolupen úlceres extragenitals a la pell de les cames, el coll o les zones interdigitals que poden ser molt doloroses i difícils de tractar. Són petites, superficials, ben circumscrites, amb un marge vermellós i una base d'un gris groguenc. Les úlceres a la laringe sorgeixen escasses vegades, ocasionen odinofàgia, disfàgia i estridor (soroll sibilant al respirar) i la seva diagnosi no sempre és fàcil.[32] Tant les úlceres genitals com les extragenitals tenen característiques histopatològiques semblants a les de les aftes bucals.[33]
- Uveïtis. L'ull és l'òrgan que es danya més sovint en el decurs dels 2-4 anys posteriors al diagnòstic de MB. Uns 12 mesos després d'aparèixer l'afectació ocular, el 40% dels pacients té una agudesa visual de menys de 0,1 en l'escala LogMAR. Als 8 anys, el percentatge augmenta fins al 80%, i transcorreguts 10 anys un 40% de les persones amb la malaltia sofreix ceguesa. Segons la localització anatòmica, s'han descrit tres formes d'uveïtis associades a la MB: anterior (caracteritzada per iridociclitis recurrent amb hipopi), intermèdia (a banda de miiodesòpsies, la seva simptomatologia és inespecífica) i posterior (la forma més comuna i greu, en la qual les troballes predominants són vitritis i perivasculitis retinal, tant de les estructures arterials -periarteritis- com venoses -periflebitis-).[34] Les lesions oculars es manifesten en un ~50% de tots els casos de MB, amb un percentatge que oscil·la entre el 70% en individus joves de sexe masculí i el 30% en dones i ancians.[35]
- Conjuntivitis (de vegades ulcerosa),[36] escleritis (inflamació de l'escleròtica)[37] i episcleritis. El desenvolupament d'una escleritis posterior durant el curs de la MB és un fet insòlit.[38]
- Artritis (≥50%). Habitualment en forma de mono-oligoartritis inflamatòria asimètrica en les grans articulacions de les extremitats inferiors, no erosiva i no deformant, recurrent i autolimitada.[39] En alguns casos, no gaires, apareix una artritis pseudosèptica (un tipus de monoartritis aguda en tot similar a la artritis infecciosa, però amb cultius del líquid sinovial negatius i tinció de Gram sense presència microbiana).[40]
- Fol·liculitis, perifol·liculitis i erupcions pàpulopustuloses de tipus acneïforme (80%) que sorgeixen sobretot a la cara, al tronc i a les extremitats inferiors.[41]
- Eritema nodós i altres lesions nodulars semblants a la pell (50%)[42] que, des del punt de vista histològic, es corresponen fonamentalment amb diversos canvis subcutanis derivats de reaccions vasculars neutrofíliques.[43] Els nòduls produïts per la tromboflebitis subcutània, els quals varien de localització depenent del segment vascular afectat i que apareixen de tant en tant seguint una línia més o menys recta, es poden confondre fàcilment amb els originats per l'eritema nodós.[44] A banda de les lesions nodulars cutànies, la MB cursa circumstancialment amb una síndrome de Sweet (un tipus de dermatosi neutrofílica que es caracteritza per l'aparició sobtada de febre, leucocitosi i pàpules eritematoses distribuïdes en plaques que mostren un notori infiltrat microscòpic de neutròfils granulars).[45]
- Compromís del sistema cardiovascular (≥40%). La MB és l'única vasculitis sistèmica que afecta vasos de qualsevol diàmetre, predominantment de la circulació venosa.[46] Tot el sistema venós, des de les venes subcutànies superficials a la vena cava i els troncs venosos profunds de les extremitats inferiors, té un alt risc de trombosi. Les lesions al cor (en especial la formació de trombes intracardíacs)[47] i les artèries (oclusió de la seva llum[48] i aneurismes o pseudoaneurismes aòrtics i a les artèries pulmonars)[49][50] són menys frequents, però comporten un mal pronòstic.[51] També s'han descrit casos d'aneurismes a les artèries caròtides,[52] femorals, poplíties, radials[53] i coronàries.[54] Si es trenca un aneurisma d'alguna artèria pulmonar la MB pot debutar amb hemoptisi, més o menys greu segons sigui la importància de l'artèria afectada.[55] Adesiara, l'hemoptisi és massiva[56] i provoca la mort del malalt si no rep amb urgència tractament quirúrgic.[57] En la MB el fenomen trombòtic més habitual és la trombosi venosa profunda, particularment de les venes femorals i poplíties. Ocasionalment apareix de forma conjunta amb trombosis venoses superficials i signes de tromboflebitis. Un 15 per cent dels malalts presenta trombosi de la vena cava, sobretot de la cava superior.[58] La trombosi de la cava superior, de les venes braquiocefáliques o de les venes subclàvies ocasiona quilotòrax (de vegades quilopericardi també) en alguns individus[59] per oclusió del conducte toràcic. Les trombosis de les venes cerebrals es veuen en un 2,5 per cent dels casos de MB.[60] En aquest context, una de les complicacions més perilloses de la MB és la síndrome de Budd-Chiari (obstrucció del flux sanguini de sortida hepàtic per trombosi de les venes suprahepàtiques).[61] La síndrome de Hughes Stovin és una entitat nosològica que els experts consideren una rara variant cardiovascular de la MB, caracteritzada per múltiples aneurismes en les artèries pulmonars i/o en les artèries bronquials amb trombosis venoses perifèriques concomitants i la presència ocasional de trombes intracardíacs recurrents.[62]
- Colitis (≥30%). Ulceracions colòniques, amb freqüència localitzades en o a prop de la vàlvula ileocecal, que provoquen dolor abdominal, diarrea, pèrdua de pes i rectorràgies.[63] Eventualment, poden originar la perforació del còlon i el conseqüent quadre d'abdomen agut.[64] La simptomatologia, curs clínic i característiques endoscòpiques i anatomopatològiques són molt similars a les que presenten les malalties inflamatòries intestinals i, en especial, a les de la malaltia de Crohn.[65] En certs casos pot ser difícil apreciar les diferències entre les dues condicions.[66] A banda d'afectar el còlon, la MB pot manifestar-se també a l'esòfag, el budell prim o -poques vegades- l'estómac.[67] De forma inusual, ha estat descrita l'aparició d'abscessos asèptics (sense presència de microorganismes patògens) a fetge i melsa com una de les diverses complicacions de la malaltia.[68][69] Tot i l'alta prevalença de la MB intestinal, els casos de pancreatitis associada a aquesta patologia autoimmunitària són rars.[70]
- Orquiepididimitis en els varons (~14%).[71] No és rar que l'epididimitis vagi acompanyada de varicocele.[72]
- Compromís neurològic (5%).[73] En especial s'afecta el SNC, encara que el SNP també pot sofrir alteracions, habitualment de forma subclínica. Tot i que en la MB l'aparició de polineuropaties simptomàtiques acostuma a ser conseqüència del tractament amb colquicina, s'han registrat casos puntuals no iatrogènics de poliradiculoneuritis (un tipus de neuropatia axonal sensomotora).[74] Malgrat ser una vasculitis, en la MB les neuropaties perifèriques no són especialment freqüents.[75] Es diferencien dos patrons principals de danys en el SNC:[76] el primer i més freqüent és parenquimatós i es caracteritza per lesions inflamatòries múltiples en el tronc de l'encèfal i els ganglis de la base. Aquestes lesions provoquen un ampli ventall de símptomes, sobretot per disfunció cortical i piramidalisme. En alguns casos, el resultat de les proves d'imatge pot suggerir inicialment la presència d'un tumor cerebral.[77] L'epilèpsia, els problemes de moviment[78] i els trastorns de conducta es veuen sovint. De vegades, una psicosi[79] o un quadre d'agitació psiquiàtrica aguda és la primera manifestació de la malaltia.[80] Excepcionalment, la concurrència d'un trastorn de conversió (anomenat també trastorn de símptomes neurològics funcionals) fa molt difícil el diagnòstic de MB, fent necessari l'ús de tècniques radiològiques avançades per confirmar-lo, ja que la simptomatologia es interpretada com d'origen psíquic.[81] La medul·la espinal es pot afectar per contigüitat amb les lesions o aïlladament, en forma de mielitis transversa multifocal, fet que indica un mal pronòstic. Per regla general, la mielitis es manifesta com un quadre neurològic agut amb remissió posterior però que deixa seqüeles importants, encara que en alguns pacients cursa de forma progressiva.[82] En les RMs dels malalts amb mielitis associada a la MB s'aprecia sovint a les seqüències axials T2 una imatge singular anomenada 'signe del bagel' i que consisteix en una lesió medul·lar de centre hipointens, envoltada d'un anell hiperintens que pot accentuar-se si s'injecta contrast de gadolini.[83] El segon patró lesional del SNC és conseqüència directa de patologies als vasos del cervell, fonamentalment trombosi dels sins venosos longitudinal superior i transvers.[84] Això comporta una síndrome d'hipertensió endocranial i, de vegades, crisis epilèptiques o papil·ledema bilateral.[85] Els infarts cerebrals són menys comuns, podent coexistir simultàniament lesions del sistema venós i de l'arterial.[86] Es pot produir una hiperventilació neurogènica central[87] per infiltració inflamatòria de les vènules de determinades regions del tronc cerebral (mesencèfal anterior i protuberància).[88] Els casos d'afectació neurològica d'inici infantil no abunden, en ells predominen les lesions no parenquimatoses -com meningitis asèptica,[89] per exemple- i poden representar una manifestació primerenca de la MB durant l'edat pediàtrica.[90] Les persones que sofreixen herpes zòster i MB poden presentar importants trastorns del sistema nerviós autònom.[91]

## Diagnòstic
El diagnòstic és fonamentalment clínic i s'estableix amb la presència d'úlceres orals recidivants associades a dues de les manifestacions clíniques següents:
- Úlceres genitals recurrents.
- Afectació ocular (uveïtis posterior o anterior).
- Lesions cutànies (fol·liculitis, eritema nodós).
- Fenomen de patèrgia positiu (aparició d'enduriment eritematós o pàpules asèptiques a la pell hores després d'un traumatisme mínim).[93] El mètode per avaluar aquest fenomen pot variar lleugerament, però el més utilitzat és la pràctica de 4-6 puncions intradèrmiques en un angle de 45° a la zona de flexió de l'avantbraç amb una agulla d'un diàmetre determinat. La interpretació de la prova es fa 48 h després i es considera positiva si s'observa una reacció (o més d'una) major de 2 mm.[94] Aquesta peculiar reacció no solament apareix a la pell i s'ha descrit algun cas de patèrgia renal en individus amb MB i vasculitis per IgA concorrent.[95]

Adesiara, un dolor toràcic intens o una síndrome d'Hughes-Stovin és la primera manifestació de la malaltia. Alguns autors consideren aquesta síndrome una forma incompleta i desacostumada de MB.
L'any 2014 un grup internacional d'experts va proposar un nou conjunt de criteris de major sensibilitat, afegint més paràmetres i un sistema numèric d'aplicació diagnòstica i també classificatòria. Poc temps després, fou adaptada específicament l'anterior sistemàtica diagnòstica a la MB infantil.
Malgrat els esforços dels especialistes, la diagnosi de la MB en nens segueix sent complicada a hores d'ara, ja que la seva raresa i la manca de validació d'alguns dels criteris obtinguts dels estudis en adults comporta la necessitat d'un considerable nivell d'experiència i intuïció clínica.

## Tractament
- Úlceres orals: glucocorticoides, colquicina, pentoxifil·lina. La rebamipida, un derivat de la quinolinona utilitzat des de la dècada de 1980 com a gastroprotector,[103] es considera un fàrmac útil per tractar les aftes recurrents de la MB.[104] En algun cas, l'ús d'apremilast (un inhibidor de la 4-fosfodiesterasa recentment aprovat per tractar la psoriasi i l'artritis psoriàsica)[105] ha tingut com a resultat la desaparició de les úlceres.[106] Si el dolor de les úlceres orals dificulta l'alimentació, pot ser tractat aplicant lidocaïna tòpica diluïda al 2–5 per cent abans dels menjars i amb rentats bucals amb solucions antiinflamatòries que continguin clorhexidina o agents citoprotectors com ara el sucralfat (fàrmac elaborat a partir d'una sal d'alumini).[107][108] L'ustekinumab (Stelara®)[109] ha donat bons resultats en casos de MB amb afectació mucocutània multirefractària.[110]
- Úlceres genitals: Acetònid de triamcinolona (un glucocorticoide sintètic)[111] en crema, colquicina. La combinació de pimecrolimus tòpic[112] i colquicina oral és una opció terapèutica segura que disminueix de forma significativa el dolor produït per aquestes úlceres.[113]
- Afectació articular: antiinflamatoris no esteroidals (AINEs) o glucocorticoides. En persones amb MB afectades per una artritis pseudosèptica destructiva i refractària al tractament, l'infliximab ha aconseguit aturar la progressió del dany articular sense recidives posteriors.[114]
- Uveïtis posterior: ciclosporina A[115] o anti-TNF-α. El tratament amb biofàrmacs immunomoduladors ha demostrat tenir un impacte positiu important en la qualitat de vida dels pacients amb uveïtis ocasionada per la MB, encara que el seu alt cost en comparació amb els immunosupressors tradicionals és un factor que fa inassolible l'ús d'aquests medicaments en molts llocs.[116]
- Afectació intestinal: S'ha observat que molts individus amb MB i lesions colòniques associades són especialment refractaris a les teràpies convencionals. No existeix, ara per ara, un protocol de maneig específic per aquest grup de malalts, tot i que té un elevat índex de complicacions greus. En certs casos, l'administració de l'anticòs monoclonal tocilizumab[117] ha demostrat ser eficaç[118] i en altres s'ha aconseguit millorar significativament la simptomatologia emprant agents anti-factor de necrosi tumoral alfa, sols o combinats amb metotrexat.[119]
- Fenòmens trombòtics: El maneig de les trombosis venoses en la MB és controvertit. Molts experts recomanen no emprar anticoagulants i consideren essencial l'ús de fàrmacs immunosupressors, com ara l'azatioprina. La teràpia immunosupressora ha demostrat prevenir recurrències, disminuir l'aparició de trombosis superficials i augmentar la supervivència del pacient en casos de trombosi venosa profunda. De ser necessari, es poden afegir dosis baixes d'esteroides durant 2-3 setmanes per tal d'alleujar la simptomatologia.[120]

En malalts joves que presenten una MB sense complicacions particulars, una combinació de colquicina 0,5 mg/12h + prednisona 0,5 mg/kg/dia en pauta descendent + azatioprina 50 mg/12h acostuma a obtenir un ràpid descens dels valors de les proteïnes de fase aguda i una notable millora clínica alguns dies després de l'inici del tractament.
Com a conseqüència de la medicació immunosupressora, els pacients amb MB són proclius a patir infeccions pulmonars, infreqüentment d'origen fúngic.
L'Ankaferd (un agent hemostàtic d'origen vegetal) és efectiu davant les úlceres extragenitals cròniques i profundes a les cames incurables amb les teràpies emprades usualment en aquesta complicació de la MB. En certs pacients que són refractaris a la medicació immunomoduladora convencional, l'ús de vedolizumab pot ser una bona opció.
Fins ara, les estratègies terapèutiques contra la MB s'han centrat en tractar farmacològicament cadascuna de les manifestacions de la malaltia. Les evidències científiques, però, indiquen que l'adaptació personalitzada del tractament al fenotip específic del pacient podria ser una forma d'actuar molt més vàlida.